# Federico Gamboa
Pour les articles homonymes, voir Gamboa.
Federico Gamboa Iglesias, né le 22 décembre 1864 et mort le 1er août 1939, est un écrivain et un diplomate mexicain. Il est considéré comme l'un des représentatifs de la période littéraire naturaliste au Mexique. Gamboa écrit des nouvelles, des pièces de théâtre, des articles pour les journaux et les magazines, ainsi qu'une autobiographie alors qu'il a 28 ans. Pendant plusieurs années, il prend des notes de ses voyages, expériences et de ses pensées qui sont ensuite publiées sous la forme de cinq journaux. Plus tard, à titre posthume, deux autres volumes seront publiés.

## Carrière de diplomate
Frederico Gamba étudie initialement à l'École nationale de loi[pas clair] pour devenir notaire mais, alors que survient le décès de ses deux parents, il est forcé de quitter ses études et de commencer à travailler en 1884. Il débute un emploi d'assistant à la cour civile simultanément avec une carrière de journaliste. Pour le journal El Diaro del Hogar, il écrit fréquemment des articles connus sous le nom de Desde mi mesa (De ma table) qu'il signe sous le nom de La Corcadiere. Malgré une certaine réussite, il préfère poursuivre sa carrière dans la fonction poursuivre.
Après avoir passé les tests, il se joint au Service des Affaires étrangères du Mexique en tant que second secrétaire le 9 octobre 1888. Alors âgé de 24 ans, Gamboa est envoyé au Guatemala et par la suite pour l'Ambassade mexicaine en Argentine. Du 12 août au 24 septembre 1913, il est secrétaire des Affaires étrangères, mais sa carrière demeure brève puisqu'il décide de démissionner pour se présenter à la présidence, avec le général Eugenio Rascón pour la vice-présidence pour le Parti catholique national, lors d'un référendum organisé afin de légitimer le coup d'État de 1913 ayant porté au pouvoir Victoriano Huerta et Aureliano Blanquet.

## Portfiriato

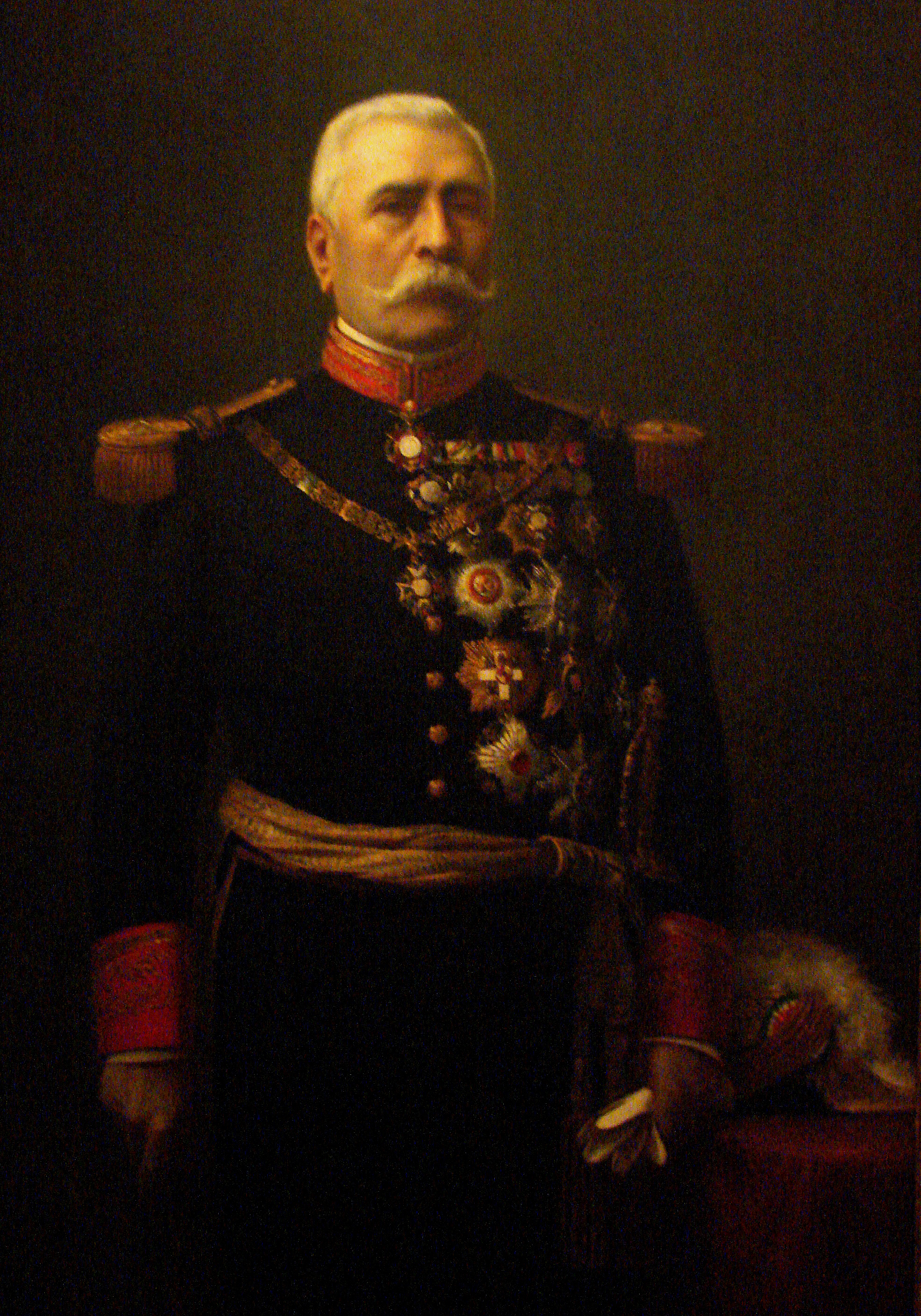
Porfirio Díaz, président du Mexique.

Gamboa est bien connu pour être l'un des nouvellistes les plus représentatifs du régime du président Porfirio Díaz. L'écrivain José Emilio Pacheco le décrit comme « une anomalie géographique qui a trouvé sa place dans la société porfirienne ». Initialement, pour Gamboa qui aspire à une bonne vie, faire partie du gouvernement Díaz est une chance à saisir. Malgré cette destinée, la révolution mexicaine contraint Díaz à l'exil et Gamboa le reçoit en Europe tout en parvenant à conserver sa carrière d'ambassadeur aux Pays-Bas. Durant la présidence de Victoriano Huerta, il est invité à prendre la charge de secrétaire des Affaires étrangères, poste qu'il occupe brièvement. Son retour au Mexique marque la fin de sa carrière de diplomate. Plus tard, lors de la présidence de Venustiano Carranza, il doit quitter le Mexique avec sa femme María Sagaseta et son unique enfant pour se rendre d'abord aux États-Unis puis à La Havane entre 1914 à 1919.

## Œuvres

### Nouvelles
Les nouvelles rédigées par Gamboa sont:
- Del natural. Esbozos contemporáneos. (1889)[5][6]
- Apariencias[7]
- Version non autorisée de Apariencias (1892) en El Oeste en Mercedes, Argentine[3][4]
- Suprema Ley (1896)[8]
- Version non autorisée de Suprema Ley (1913) à Caracas, Venezuela.[3]
- Metamorfosis (1899)
- Santa (1903)[9]
- Reconquista (1908)[10]
- La llaga (1913)[11]
- El evangelista: nouvelle sur la douane mexicaine (1922)[12][13][14]

### Autobiographie et mémoires
- Impresiones y recuerdos (1893)[15][16]
- Mi Diario. Primera Serie I: 1892–1896, (1908)
- Mi Diario I (1892–1896) Mucho de mi vida y algo de la de otros avec une introduction de José Emilio Pacheco
- Mi Diario, Primera Serie II: 1897–1900, (1910)[17]
- Mi Diario, Primera Serie III: 1901–1904, (1920)[18]
- Mi Diario, Mucho de mi vida y algo de la de otros, Segunda Serie I: 1905–1908, (1934)
- Mi Diario IV (1905–1908) Mucho de mi vida y algo de la de otros
- Mi Diario, Mucho de mi vida y algo de la de otros, Segunda Serie II: 1909–1911(1938)
- Mi Diario VI (1912–1919) Mucho de mi vida y algo de la de otros (1995) à titre posthume.
- MI Diario VII (1920–1939) Mucho de mi vida y algo de la de otros (1996) à titre posthume.

### Théâtre
Ses pièces de théâtre sont :
- La última campaña (1894): comédie sociale en trois actes et en prose; présentée au Teatro Principal de Mexico le 11 mai 1894.[20][21]
- Divertirse (1894): Monologue en prose. Présenté le 6 juin 1894 au Théâtre national de Mexico.[3][19]
- La venganza de la Gleba (1904)[3][19]
- A buena cuenta (1907)  Drame, San Salvador. Présentée le 6 février 1914 au Teatro Ideal de Mexico.[3][19]
- Entre hermanos (1925), Tragédie; présentée le 19 mai 1928 au Teatro Arbeu, México.[3][19]

### Journalisme
- (1884) Lecteur pour El Foro, un journal de droit.
- (1885–1887) Reporter, écrivain et chroniqueur pour El Diario del Hogar. Ensuite, avec sa propre rubrique en 1886:Celajes de la ópera signée avec le pseudonyme de «La Cocardière». Peu de temps après, elle est renommée Desde mi mesa (De ma table).
- (1888) rédacteur pour El Lunes. Débute en signant ses articles sous son propre nom.
- (1894–1895) Federico Gamboa et Ángel de Campo (es) publient dans El Mundo l'article Siluetas que pasan, qui écrivent sous le pseudonyme de Bouvard or Pécuchet.
- (1915–1917) directeur intérimaire (1915), rédacteur, chargé de la traduction en espagnol de la traduction des articles originairement en anglais, français et italien ; chargé de la section bibliographique du magazine La Reforma Social, à La Havane, Cuba.
- (1926–1939) rédacteur d'articles sur une base hebdomadaire dans le périodique El Universal.

### Essais
- La novela mexicana (1914). Conférence présentant la libraire de Francisco Gamoneda le 3 janvier 1914. Imprimée  la même année à Mexico par Eusebio Gómez de la Puente.
- La confesión de un palacio. Essai d'histoire nationale mexicaine.
- Un baile en Palacio, en collaboration avec Gustavo Baz (1887)

### Films basés sur ses nouvelles
- Suprema Ley (1896) : filmé en 1936 et présenté dès le 19 mars 1937 au Rex Cinema. Dirigé par Rafael E. Portas, avec les acteurs Andrés Soler and Gloria Morel.[3]
- Santa (1903) : film présenté quatre fois à Mexico en 1918, film muet dirigé par Luis G. Peredo avec Elena Sánchez Valenzuela; et 1932, Santa (en) par Antonio Moreno avec la musique d'Agustín Lara et les acteurs Lupita Tovar -film nommé parmi les 100 meilleurs de la cinématographie mexicaine. En 1943, une autre version, dirigée par Norman Foster avec Esther Fernandez (en), présentée le 10 juin au cinéma Palacio et à l'affiche pendant quatre semaines. Finalement, en 1969 Emilio Gómez Muriel dirige la dernière version de l'ouvrage.[3]

Il existe également une version faite en Espagne en 1991, réalisée par Paul Leduc et intituléeLatino Bar, ainsi qu'une adaptation libre filmée en 1949, réalisée par Fernando de Fuentes, avec Esther Fernández et nommée Hipólito el de Santa.
- La Llaga (1913)[3]
- Entre Hermanos (1928) : film de 1945 réalisé par Ramón Peón (en) sur un script de Emilio Fernández, Mauricio Magdaleno et Carlos Velo. Avec Pedro Armendáriz, Carmen Montejo (en), Rafael Baledón et Anita Blanch.

### Travaux de Gamboa
- (es) Federico Gamboa, Apariencias, Buenos Aires, Argentina, Jacobo Peuser, 1892
- (es) Federico Gamboa, Impresiones y recuerdos, México, Gómez de la Puente, Eusebio, 1922, 2nd éd. (1re éd. 1893) (lire en ligne)
- (es) Federico Gamboa, Impresiones y recuerdos, México, Consejo Nacional para la Cultura y las Artes, 1994, 1st éd. (1re éd. 1893)
- (es) Federico Gamboa, Todos somos iguales frente a las tentaciones. Una Antología General. Federico Gamboa, México, Fondo de Cultura Económica (FCE), Universidad Nacional Autónoma de México (UNAM), Fundación para las letras Mexicanas (f,l,m.), coll. « Biblioteca Americana, serie Viajes al Siglo XIX », 2012a, 1st éd. (1re éd. 1893), « Impresiones y recuerdos »
- (es) Federico Gamboa, La última campaña, México, Tipografía, litografía y encuadernación de I. Paz, 1894, 1st éd.
- (es) Federico Gamboa, Suprema Ley, París; México, Librería de la Vda. De Ch. Bouret., 1896, 1st éd.
- (es) Federico Gamboa, Del natural. Esbozos contemporáneaos, México, Gómez de la Puente, Eusebio, 1915, 3rd éd. (1re éd. 1899)
- (es) Federico Gamboa, Todos somos iguales frente a las tentaciones. Una Antología General. Federico Gamboa, México, Fondo de Cultura Económica (FCE), Universidad Nacional Autónoma de México (UNAM), Fundación para las letras Mexicanas (f,l,m.), coll. « Biblioteca Americana, serie Viajes al Siglo XIX », 2012b, 1st éd. (1re éd. 1899), « Del natural. Esbozos contemporáneaos »
- (es) Federico Gamboa, La última campaña, Guatemala, Síguere y Cía, 1900, 2nd éd.
- (es) Federico Gamboa, Santa, México, Botas, 1938, 11th éd. (1re éd. 1903)
- (es) Federico Gamboa, Reconquista, México, Botas, 1937, 2nd éd. (1re éd. 1908)
- (es) Federico Gamboa, La llaga, México, Botas, COLI, 1947, 3rd éd. (1re éd. 1913)
- (es) Federico Gamboa, Mi diario, primera serie, México, La Europea, 1910 (lire en ligne [archive du 4 juin 2015])
- (es) Federico Gamboa, Mi diario, primera serie, vol. III, México, Hispano Americana, 1920a (lire en ligne)
- (es) Federico Gamboa, Suprema Ley, México, México, Eusebio Gomez de la Puente, 1920b, 2nd éd. (lire en ligne)
- (es) Federico Gamboa, El evangelista: novela de costumbres mexicanas, México, Librería Guadalupana, 1927, 2nd éd. (1re éd. 1922)
- (es) Federico Gamboa, El evangelista: novela de costumbres mexicanas, México, La Prensa, 1965a (1re éd. 1922)
- (es) Federico Gamboa, Novelas, prólogo de Francisco Monterde, México, Fondo de Cultura Económica, 1965b
- (es) Federico Gamboa, Teatro; edición, estudio preliminar, biografía, cronología, bibliografía y notas de María Guadalupe García Barragán, México, UNAM, Coordinación de Humanidades, 2000
- (es) Federico Gamboa, « El evangelista: novela de costumbres mexicanas », UNAM, Coordinación de Difusión Cultural, Dirección General de Publicaciones y Fomento Editorial, México, vol. 27,‎ 2005